# Vatica guangxiensis
Vatica guangxiensis är en tvåhjärtbladig växtart som beskrevs av Sin Li Mo. Vatica guangxiensis ingår i släktet Vatica och familjen Dipterocarpaceae. Inga underarter finns listade i Catalogue of Life.